# Caligula anna
Caligula anna là một loài bướm đêm thuộc họ Saturniidae. Nó được tìm thấy ở tây nam và Nam Á, bao gồm Trung Quốc.
Sải cánh dài khoảng 70 mm.

## Hình ảnh

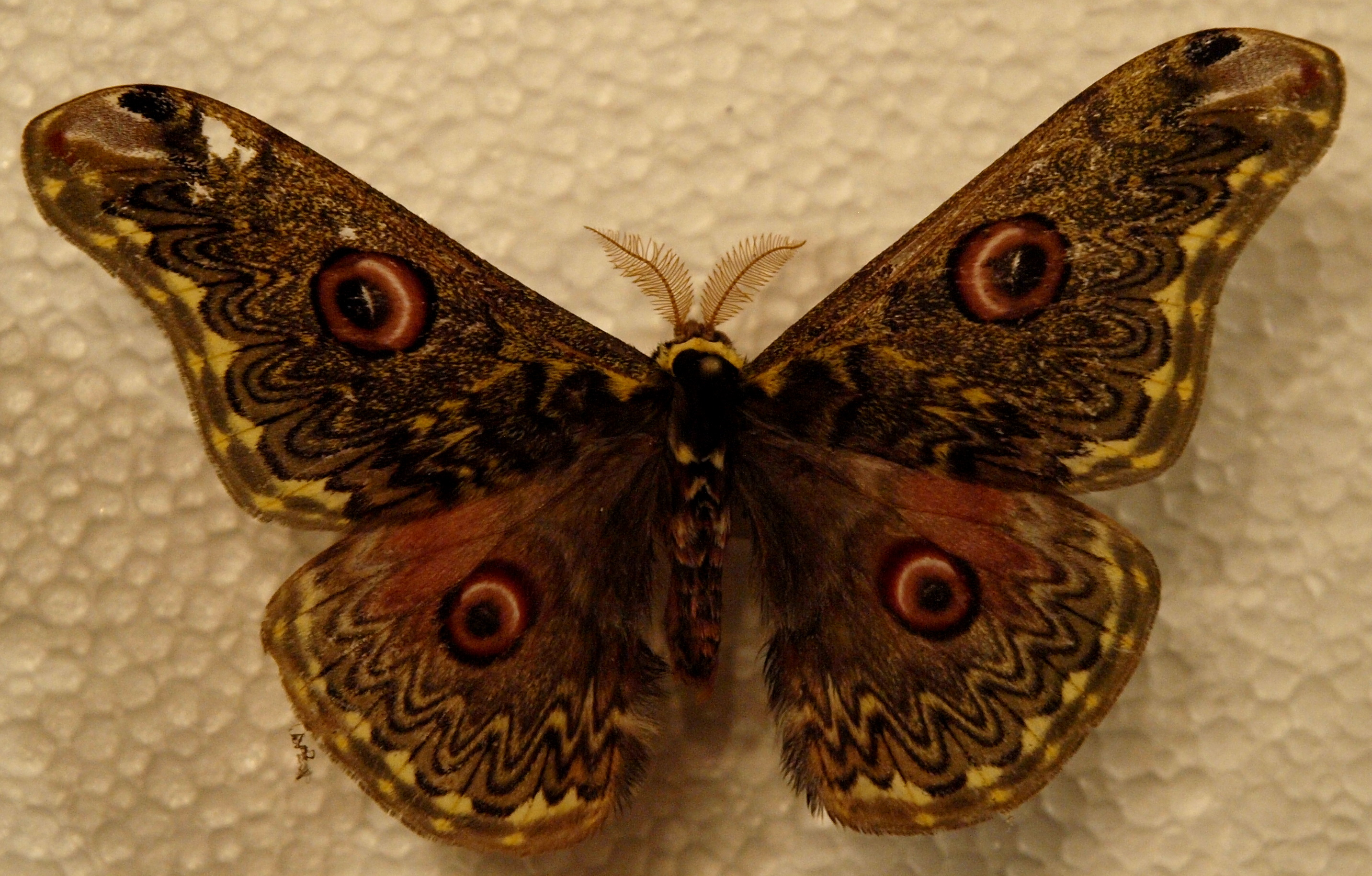